# Apple Pay

Dấu hiệu điểm chấp nhận thanh toán Apple Pay

Apple Pay là dịch vụ thanh toán di động và ví điện tử online được Apple Inc. giới thiệu tích hợp lần đầu trên bộ đôi iPhone 6/6 Plus, ra mắt tháng 9 năm 2014. Apple Pay hỗ trợ trên các thiết bị bao gồm iPhone SE trở lên, iPad Mini 3 hoặc mới hơn, iPad Air 2, iPad thế hệ thứ 5 hoặc mới hơn, tất cả các dòng iPad Pro, tất cả các dòng Apple Watch và MacBook Pro 2016 hoặc mới hơn (có Touch Bar kèm Touch ID), các thiết bị cũ hơn iPhone 6 không thể sử dụng được Apple Pay.
Apple Pay liên kết với Visa PayWave, PayPass của MasterCard và American Express ExpressPay.
Dịch vụ thanh toán trực tiếp này được thực hiện ở máy thanh toán ở các cửa hàng thông qua giao tiếp NFC, các thông tin về thẻ sẽ được lưu và bảo quản trong Apple ID lưu trên iPhone, người dùng khi thanh toán đưa iPhone qua vùng NFC trên máy thanh toán, chạm vân tay vào TouchID hoặc quét gương mặt qua FaceID trên iPhone X để xác nhận giao dịch, đảm bảo bảo mật thông tin chủ thẻ. Người dùng có thể tích hợp thông tin của nhiều thẻ tín dụng, tất cả được lưu trong một ứng dụng trên iPhone có tên là Passbook (từ iOS 9 được đổi tên là Wallet). Mỗi lần giao dịch, máy chủ của Apple sẽ cho ra những dãy mã OTP dùng một lần cho từng giao dịch, Apple sẽ không lưu và sử dụng trực tiếp thông tin từ thẻ của khách hàng nên không xảy ra các hiện tượng rò rỉ hay đánh cắp thông tin thẻ hay mã PIN. Bên cạnh đó cũng có thể dùng Apple Pay để thanh toán các giao dịch mua ứng dụng, nhạc, phim trên App Store và iTunes Store.
Tại Hội nghị các nhà phát triển của Apple, WWDC 2017, Apple chính thức giới thiệu Apple Pay Cash, có thể gửi tiền qua các thiết bị Apple (yêu cầu nâng cấp iOS 11.2, watchOS 4.2 hoặc mới hơn) cho phép gửi tiền cho người khác bằng qua ứng dụng iMessage được tích hợp sẵn trên iPhone, iPad.
Gần đây, Apple cũng giới thiệu thẻ cứng tín dụng Apple Card.

## Các quốc gia được hỗ trợ
Apple Pay có thể được sử dụng với các loại thẻ được phát hành tại 83 quốc gia và vùng lãnh thổ trên toàn thế giới
| Ngày ra mắt              | Quốc gia hỗ trợ                             |
| ------------------------ | ------------------------------------------- |
| 20 tháng 10 năm 2014     | Hoa Kỳ · Puerto Rico                        |
| 14 tháng 7 năm 2015      | Anh Quốc                                    |
| 17 tháng 11 năm 2015     | Canada                                      |
| 19 tháng 11 năm 2015     | Úc                                          |
| 18 tháng 2 năm 2016      | Trung Quốc                                  |
| 19 tháng 4 năm 2016      | Singapore                                   |
| 7 tháng 7 năm 2016       | Thụy Sĩ                                     |
| 19 tháng 7 năm 2016      | Pháp                                        |
| 19 tháng 7 năm 2016      | Monaco                                      |
| 20 tháng 7 năm 2016      | Hồng Kông                                   |
| 4 tháng 10 năm 2016      | Nga (Tạm dừng vào ngày 25 tháng 3 năm 2022) |
| 13 tháng 10 năm 2016     | New Zealand                                 |
| 25 tháng 10 năm 2016     | Nhật Bản                                    |
| 1 tháng 12 năm 2016      | Tây Ban Nha                                 |
| 7 tháng 3 năm 2017       | Guernsey                                    |
| 7 tháng 3 năm 2017       | Ireland                                     |
| 7 tháng 3 năm 2017       | Đảo Man                                     |
| 7 tháng 3 năm 2017       | Jersey                                      |
| 29 tháng 3 năm 2017      | Đài Loan                                    |
| 17 tháng 5 năm 2017      | Ý                                           |
| 17 tháng 5 năm 2017      | San Marino                                  |
| 17 tháng 5 năm 2017      | Vatican                                     |
| 24 tháng 10 năm 2017     | Đan Mạch                                    |
| 24 tháng 10 năm 2017     | Greenland                                   |
| 24 tháng 10 năm 2017     | Phần Lan                                    |
| 24 tháng 10 năm 2017     | Thụy Điển                                   |
| 24 tháng 10 năm 2017     | Các Tiểu vương quốc Ả Rập Thống nhất        |
| 4 tháng 4 năm 2018       | Brasil                                      |
| 17 tháng 5 năm 2018      | Ukraina                                     |
| 19 tháng 6 năm 2018      | Ba Lan                                      |
| 20 tháng 6 năm 2018      | Na Uy                                       |
| 28 tháng 11 năm 2018     | Kazakhstan                                  |
| 28 tháng 11 năm 2018     | Bỉ                                          |
| 11 tháng 12 năm 2018     | Đức                                         |
| 19 tháng 2 năm 2019      | Cộng hòa Séc                                |
| 19 tháng 2 năm 2019      | Ả Rập Xê Út                                 |
| 24 tháng 4 năm 2019      | Áo                                          |
| 8 tháng 5 năm 2019       | Iceland                                     |
| 21 tháng 5 năm 2019      | Hungary                                     |
| 21 tháng 5 năm 2019      | Luxembourg                                  |
| 11 tháng 6 năm 2019      | Hà Lan                                      |
| 26 tháng 6 năm 2019      | Liên minh châu Âu                           |
| 26 tháng 6 năm 2019      | Bulgaria                                    |
| 26 tháng 6 năm 2019      | Croatia                                     |
| 26 tháng 6 năm 2019      | Síp                                         |
| 26 tháng 6 năm 2019      | Bắc Síp                                     |
| 26 tháng 6 năm 2019      | Estonia                                     |
| 26 tháng 6 năm 2019      | Hy Lạp                                      |
| 26 tháng 6 năm 2019      | Latvia                                      |
| 26 tháng 6 năm 2019      | Liechtenstein                               |
| 26 tháng 6 năm 2019      | Litva                                       |
| 26 tháng 6 năm 2019      | Malta                                       |
| 26 tháng 6 năm 2019      | Bồ Đào Nha                                  |
| 26 tháng 6 năm 2019      | România                                     |
| 26 tháng 6 năm 2019      | Slovakia                                    |
| 26 tháng 6 năm 2019      | Slovenia                                    |
| 2 tháng 7 năm 2019       | Quần đảo Faroe                              |
| 6 tháng 8 năm 2019       | Ma Cao                                      |
| 3 tháng 9 năm 2019       | Gruzia                                      |
| 19 tháng 11 năm 2019     | Belarus                                     |
| 28 tháng 1 năm 2020      | Montenegro                                  |
| 30 tháng 6 năm 2020      | Serbia                                      |
| 23 tháng 2 năm 2021      | México                                      |
| 30 tháng 3 năm 2021      | Nam Phi                                     |
| 5 tháng 5 năm 2021       | Israel                                      |
| 17 tháng 8 năm 2021      | Qatar                                       |
| 5 tháng 10 năm 2021      | Bahrain                                     |
| 5 tháng 10 năm 2021      | Palestine                                   |
| 2 tháng 11 năm 2021      | Azerbaijan                                  |
| 2 tháng 11 năm 2021      | Colombia                                    |
| 2 tháng 11 năm 2021      | Costa Rica                                  |
| 18 tháng 1 năm 2022      | Armenia                                     |
| 15 tháng 3 năm 2022      | Argentina                                   |
| 15 tháng 3 năm 2022      | Peru                                        |
| 5 tháng 4 năm 2022       | Moldova                                     |
| 9 tháng 8 năm 2022       | Malaysia                                    |
| 6 tháng 12 năm 2022      | Kuwait                                      |
| 6 tháng 12 năm 2022      | Jordan                                      |
| 21 tháng 3 năm 2023      | Hàn Quốc                                    |
| 2 tháng 5 năm 2023       | El Salvador                                 |
| 2 tháng 5 năm 2023       | Guatemala                                   |
| 16 tháng 5 năm 2023      | Panama                                      |
| 16 tháng 5 năm 2023      | Honduras                                    |
| 18 tháng 7 năm 2023      | Morocco                                     |
| 8 tháng 8 năm 2023       | Chile                                       |
| 8 tháng 8 năm 2023       | Việt Nam                                    |
| 16 tháng 4 năm 2024      | Ecuador                                     |
| Ngày 6 tháng 8 năm 2024  | Dominican Republic                          |
| Ngày 24 tháng 9 năm 2024 | Oman                                        |